# Zhujiang (sockenhuvudort i Kina, Jiangxi Sheng, lat 27,28, long 114,70)
Zhujiang är en sockenhuvudort i Kina. Den ligger i provinsen Jiangxi, i den sydöstra delen av landet, omkring 190 kilometer sydväst om provinshuvudstaden Nanchang. Antalet invånare är 14 856. Befolkningen består av 7 122 kvinnor och 7 734 män. Barn under 15 år utgör 18,0 %, vuxna 15-64 år 73 %, och äldre över 65 år 7,0 %.
Runt Zhujiang är det ganska tätbefolkat, med 124 invånare per kvadratkilometer. Närmaste större samhälle är Liaotang, 11,0 km väster om Zhujiang. I omgivningarna runt Zhujiang växer huvudsakligen savannskog.
Genomsnittlig årsnederbörd är 2 038 millimeter. Den regnigaste månaden är maj, med i genomsnitt 329 mm nederbörd, och den torraste är oktober, med 26 mm nederbörd.